# ノッコン寺田
ノッコン寺田（ノッコンてらだ、1984年〈昭和59年〉12月20日 - ）は、日本のYouTuber、タレント。元ラグビー選手。大阪府大阪市西淀川区出身。所属事務所は「I'ma」。

## 経歴

### ラグビー選手として
江の川高等学校（現 石見智翠館高等学校）、帝塚山大学を経て近鉄ライナーズに入団。ポジションはバックス（WTB、CTB）。2013年2月、28歳で引退した。

### 引退後
ABEMA『朝倉未来倒したら1000万円』企画のオーディションに参加するも落選。その後はラグビー選手の強さを世間にアピールするために格闘家とYouTubeチャンネルでコラボし、ラグビー布教をしているほか、テレビ番組ではラグビー選手のパワーをアピールしている。
2023年にBreakingDownに出場し、天田ヒロミに判定勝利、日韓対抗戦でキム・ジェフンに判定負け、ボブ・サップに判定勝利した。2025年2月現在、BreakingDownからは出禁扱いとなっている。

## 出演

### テレビ
- 怪力バトルフィールド オーディション大会（2022年3月29日、TBS）
- チーキーズ キャスト2（2022年8月2日、BSよしもと）
- 怪力バトルフィールド3h SP（2022年8月7日、TBS）
- 踊る!さんま御殿!!（2023年5月30日、日本テレビ）

### CM
- 焼肉ぐりぐり家 イメージキャラクター（2022年9月）

## 戦績

### アマチュアキックボクシング
| キックボクシング 戦績 | キックボクシング 戦績 | キックボクシング 戦績 | キックボクシング 戦績 | キックボクシング 戦績 | キックボクシング 戦績 | キックボクシング 戦績 |
| --------------------- | --------------------- | --------------------- | --------------------- | --------------------- | --------------------- | --------------------- |
| 3 試合                | (T)KO                 | 判定                  | その他                | 引き分け              | 無効試合              |                       |
| 2 勝                  | 0                     | 2                     | 0                     | 0                     | 0                     |                       |
| 1 敗                  | 0                     | 1                     | 0                     | 0                     | 0                     |                       |

| 勝敗 | 対戦相手       | 試合結果          | 大会名        | 開催年月日    |
| ○    | ボブ・サップ   | 1分1R終了 判定4-0 | BreakingDown9 | 2023年8月26日 |
| ×    | キム・ジェフン | 1分1R終了 判定0-5 | BreakingDown8 | 2023年5月21日 |
| ○    | 天田ヒロミ     | 1分1R終了 判定5-0 | BreakingDown7 | 2023年2月19日 |